# Sant Pere de les Destres
Sant Pere de les Destres és una església del municipi d'Aiguamúrcia (Alt Camp) inclosa en l'Inventari del Patrimoni Arquitectònic de Catalunya.

## Arquitectura
És una església de planta rectangular d'una única nau, amb una petita sagristia de planta quadrada adossada al mur lateral dret. Té volta de canó en l'interior i teulada a dues vessants en l'exterior. A la façana es troba la porta d'accés d'arc de mig punt i una petita obertura circular en la part superior, únic punt d'il·luminació de l'església.
Un petit espadat s'aixeca en el vèrtex de la façana. L'obra, de pedra, està arrebossada i pintada.

## Història
Originàriament romànica, l'església de Sant Pere tenia el cementiri al seu costat, on eren enterrats els habitants de les Destres, Masbarrat i els veïnats de Cal Canonge i Mas d'en Palau. Aquesta funció es perllongà fins a la construcció d'un nou cementiri al costat de la nova església de l'Albà, de la qual depenia.
Apareix documentada l'any 1388. L'any 1888 s'hi van fer obres de condicionament i en l'actualitat apareix molt transformada. L'any 1983 es va pintar exteriorment.